# 조대림
조대림(趙大臨, 1387년 ~ 1430년)은 조선 초기의 부마이다. 본관은 평양, 자는 겸지(謙之)이다. 조준의 아들로 태종의 둘째딸 경정공주와 혼인하였다.

## 생애
1402년 생원시에 합격하고 이듬해인 1403년, 경정공주와 혼인하여 평녕군(平寧君)에 봉해졌다. 당시 조대림은 모친상 중이었으나 태종이 경정공주가 명나라로 시집가는 것을 막기 위해 서둘러 혼례를 치렀다.
1408년 겸좌군도총제(兼左軍都摠制)가 되었는데 조대림의 여종의 남편이었던 호군(護軍) 목인해(睦仁海)는 조대림을 모함하여 부귀영화를 누릴 생각을 하고 이숙번에게 조대림이 군사를 일으키려 한다고 고했다. 이숙번은 이 사실을 태종에게 고하였고 목인해는 자신의 모함을 사실로 만들기 위해 조대림을 부추겨 도적을 잡는다는 명목으로 군사를 일으키게 하였다. 목인해에게 속은 조대림은 태종에게 도적을 잡기 위한 군사를 달라고 청하였고 태종은 그 청에 응하는 척 하면서 권희달(權希達)에게 조대림을 잡아 갑옷을 벗기게 하였다. 대사헌 맹사성, 형조참의 김자지 등이 조대림을 국문하였는데 태종이 말하기를 조대림이 개국 원훈인 조준의 아들이니 적당히 심문하라고 하였으나 왕명이 제대로 전달되지 않아 조대림은 64대의 장을 맞았다. 조대림의 결백을 알게 된 태종은 그를 집으로 돌려보냈고, 목인해의 사형을 늦추고 조대림의 죄를 추궁하자고 청한 맹사성 등을 가두었다. 목인해는 환열(轘裂)에 처해졌고 태종은 왕족을 죽여 왕실을 약하게 하려 하였다는 이유로 맹사성의 아들 맹귀미(孟歸美) 또한 가두어 죽이려 하였다. 이에 권근이 대간들의 죄를 용서하여 줄 것을 청하였다. 태종은 이듬해인 1409년 조대림을 병서 강토 총제(兵書講討摠制)로 삼았고, 그의 병권을 회수하라는 유사눌 등 대간의 상소에 크게 분노하여 그들을 벌주었다.
1410년 조대림은 명나라의 북벌 성공을 축하하기 위한 사신으로 북경에 다녀왔다. 1419년(세종 1)에도 다시 사은사로 임명되어 북경에 다녀왔다. 1422년(세종 4) 평양 부원군(平壤府院君)에 봉해졌다. 1430년(세종 12) 44세의 나이로 죽자 그의 처남인 세종은 3일간 조회를 정지하고 쌀·콩 아울러 70석, 종이 2백 권을 부조로 내렸다. 시호는 강안(康安)이다.

## 가계
- 부 : 조준
- 장인 : 태종
- 장모 : 원경왕후 민씨
  - 배우자 : 경정공주
  - 장녀 : 돈녕부승(敦寧府丞) 안진(安進)에게 출가
  - 차녀 : 유학(幼學) 김중암(金仲淹)에게 출가
  - 삼녀 : 조찬(趙瓚)에게 출가
  - 사녀 : 김중렴(金仲廉)에게 출가
  - 장남 : 조무영(趙武英)